# La Lande-sur-Drôme
La Lande-sur-Drôme est une ancienne commune française, située dans le département du Calvados en région Normandie, devenue le 1er janvier 2017 une commune déléguée au sein de la commune nouvelle de Val de Drôme.
Elle est peuplée de 68 habitants.

## Géographie

### Localisation

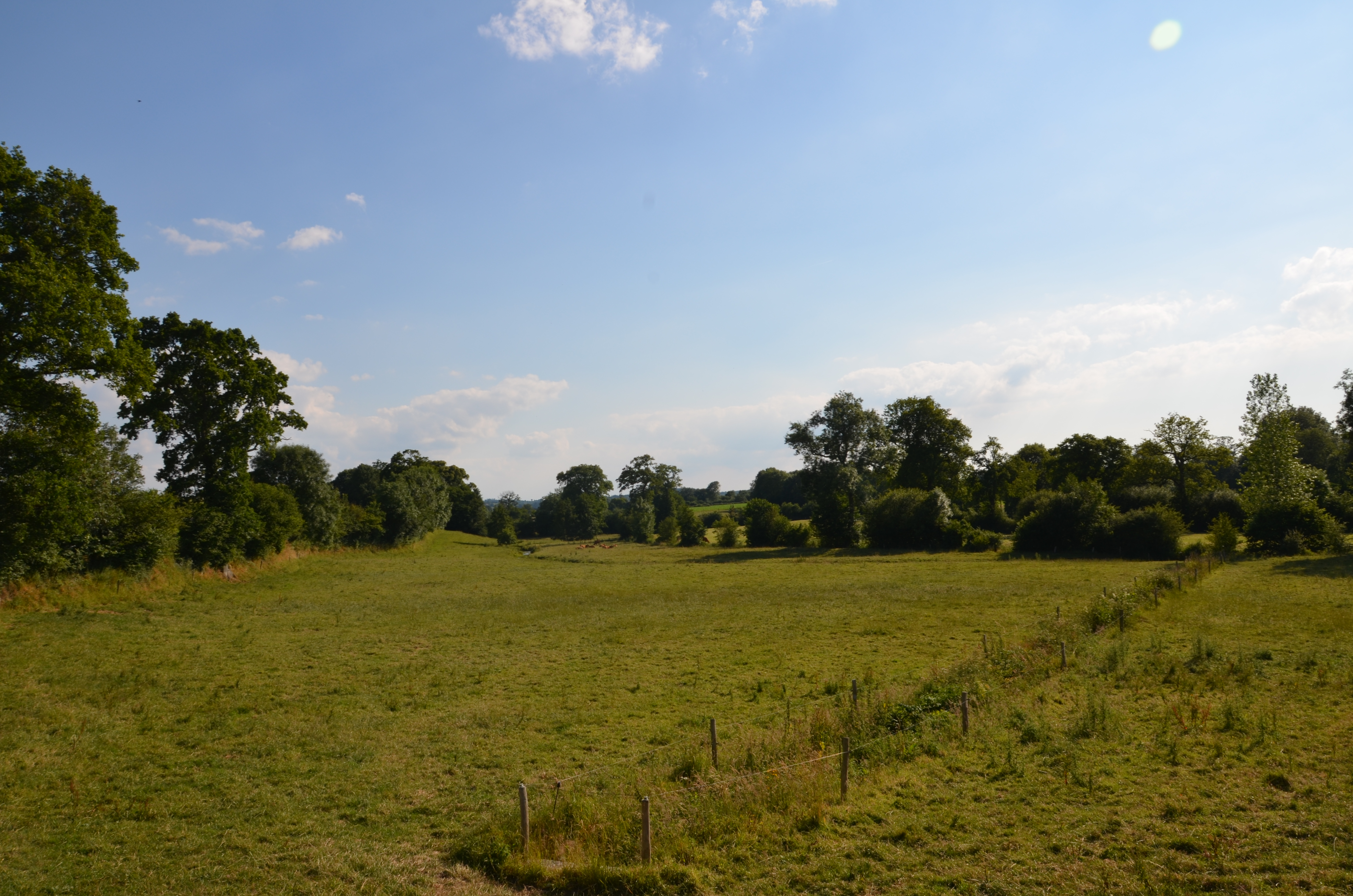
Paysage rural de La Lande-sur-Drôme.

L'ancienne commune est aux confins du Bessin, du Bocage virois et du pays saint-lois et est limitrophe du département de la Manche. 
La Lande-sur-Drôme fait partie de la communauté de communes Pré-Bocage Intercom et à ce titre peut être localisée dans le Pré-Bocage, désignation récente, sorte de seuil du Massif armoricain, dont elle est l'extrême ouest. Son bourg est à 5 km au sud-ouest de Caumont-l'Éventé, à 9 km au nord-est de Torigni-sur-Vire et à 20 km au sud-est de Saint-Lô.

### Communes limitrophes
Les communes limitrophes sont Sept-Vents, La Vacquerie, Biéville et Le Perron.
| La Vacquerie (comm. nouv. de Caumont-sur-Aure) | La Vacquerie (comm. nouv. de Caumont-sur-Aure) | La Vacquerie (comm. nouv. de Caumont-sur-Aure) |
| Biéville                                       | La Lande-sur-Drôme                             | Sept-Vents (comm. nouv. de Val de Drôme)       |
| Le Perron                                      | Sept-Vents (comm. nouv. de Val de Drôme)       | Sept-Vents (comm. nouv. de Val de Drôme)       |

### Géologie et relief
La superficie de La Lande-sur-Drôme est de 1,57 km2 ; son altitude varie de 89  à   132 mètres. 

### Hydrographie
Comme son nom le suggère, le territoire de La Lande-sur-Drôme est limité par la Drôme, un affluent de la Vire.
Le ruisseau de Beauvais, son affluent, constitue la limite sud du territoire de La Lande-sur-Drôme et le Fossé 01 de Gussy  sa limite nord.

## Toponymie
Le français lande est issu du Gaulois landa et désigne une terre infertile, ce que devait être la caractéristique du lieu. La localité tient son nom de la rivière la Drôme qui la borde.

## Histoire
Le 1er janvier 2017, La Lande-sur-Drôme intègre avec trois autres communes la commune de Val de Drôme créée sous le régime juridique des communes nouvelles instauré par la loi no 2010-1563 du 16 décembre 2010 de réforme des collectivités territoriales. Les communes de Dampierre, de La Lande-sur-Drôme, de Saint-Jean-des-Essartiers et de Sept-Vents deviennent des communes déléguées et Sept-Vents est le chef-lieu de la commune nouvelle.

## Politique et administration

### Rattachements administratifs et électoraux
La Lande-sur-Drôme se trouvait dans l'arrondissement de Bayeux du département du Calvados.  
Elle faisait partie depuis 1793 du canton de Caumont-l'Éventé. Dans le cadre du redécoupage cantonal de 2014 en France, cette circonscription administrative territoriale a disparu, et le canton n'est plus qu'une circonscription électorale.
Pour les élections départementales, les électeurs de La Lande-sur-Drôme votent depuis 2014 dans le canton des Monts d'Aunay.
Pour l'élection des députés, ils votent dans la  cinquième circonscription du Calvados.

### Intercommunalité
La Lande-sur-Drôme était membre jusqu'à sa fusion de 2017 de la communauté de communes Aunay-Caumont-Intercom, un établissement public de coopération intercommunale (EPCI) à fiscalité propre créé en 2001 et auquel la commune avait transféré un certain nombre de ses compétences, dans les conditions déterminées par le code général des collectivités territoriales.

### Administration municipale
Avant la fusion de 2017 et compte tenu de la population de la commune, son conseil municipal était composé de sept membres, y compris le maire et son ou ses adjoints. Ces conseillers intègrent au complet le conseil municipal de Val de Drôme le 1er janvier 2017 jusqu'aux élections municipales de 2020.

### Liste des maires
| Période                                  | Période       | Identité            | Étiquette | Qualité |
| ---------------------------------------- | ------------- | ------------------- | --------- | --- |
| Les données manquantes sont à compléter. |               |                     |           | |
|                                          |               |                     |           | |
| 1983                                     | décembre 2016 | Sylvie Lenourrichel | DVD       | Maire de Val de Drôme (2017 → 2020) Conseillère générale de Caumont-L'Éventé (1998 → 2015) Conseillère départementale des Monts-d'Aunay (2015 → 2025) Vice-présidente du conseil départemental du Calvados (2015 → 2025) |

## Population et société

### Démographie
Depuis 2001, à la suite d'une consultation, le gentilé des habitants est Landanien.
En 2021, la commune comptait 68 habitants. Depuis 2004, les enquêtes de recensement dans les communes de moins de 10 000 habitants ont lieu tous les cinq ans (en 2005, 2010, 2015, etc. pour La Lande-sur-Drôme) et les chiffres de population municipale légale des autres années sont des estimations.
La Lande-sur-Drôme a compté jusqu'à 210 habitants habitants en 1872. Elle était la commune la moins peuplée du canton de Caumont-l'Éventé.
| 1793 | 1800 | 1806 | 1821 | 1831 | 1836 | 1841 | 1846 | 1851 |
| ---- | ---- | ---- | ---- | ---- | ---- | ---- | ---- | ---- |
| 122  | 83   | 113  | 117  | 125  | 134  | 203  | 178  | 192  |

| 1856 | 1861 | 1866 | 1872 | 1876 | 1881 | 1886 | 1891 | 1896 |
| ---- | ---- | ---- | ---- | ---- | ---- | ---- | ---- | ---- |
| 187  | 181  | 207  | 210  | 163  | 144  | 138  | 146  | 138  |

| 1901 | 1906 | 1911 | 1921 | 1926 | 1931 | 1936 | 1946 | 1954 |
| ---- | ---- | ---- | ---- | ---- | ---- | ---- | ---- | ---- |
| 125  | 133  | 118  | 103  | 115  | 135  | 96   | 77   | 87   |

| 1962 | 1968 | 1975 | 1982 | 1990 | 1999 | 2005 | 2010 | 2015 |
| ---- | ---- | ---- | ---- | ---- | ---- | ---- | ---- | ---- |
| 88   | 78   | 78   | 66   | 57   | 59   | 63   | 64   | 68   |

| 2018 | - | - | - | - | - | - | - | - |
| ---- | - | - | - | - | - | - | - | - |
| 66   | - | - | - | - | - | - | - | - |

## Culture locale et patrimoine

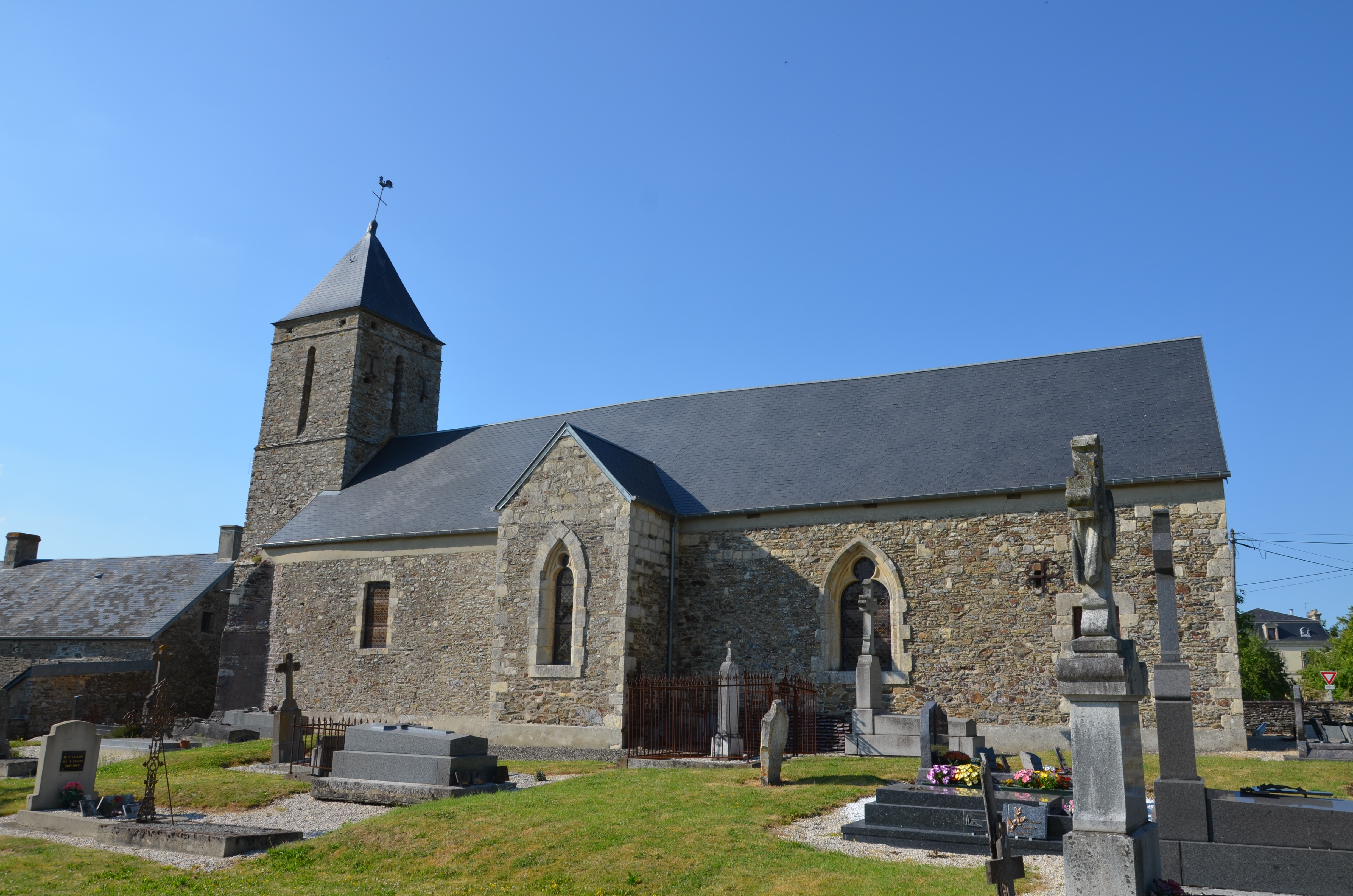
L'église Saint-Sauveur-et-Saint-Gorgon.

### Lieux et monuments
- Église Saint-Sauveur-et-Saint-Gorgon.
- Ancien pont en pierres de Creully[10].

## Pour approfondir